# Kanton Sète
Der Kanton Sète ist ein französischer Wahlkreis im Arrondissement Montpellier, im Département Hérault und in der Region Okzitanien. Er wurde im Zuge des Neuzuschnitts der französischen Kantone im Jahr 2015 neu gebildet aus den ehemaligen Kantonen Sète-1 und Sète-2.
Der Kanton ist identisch mit dem Gebiet der Stadt Sète.
Vertreter im Generalrat des Départements sind Véronique Calueba-Rizzolo (FG) für die Periode 2015 bis 2021 und Sébastien Andral (PCF) von 2016 bis 2021, der François Liberti (2015–2016) ersetzte.

## Nachweise
1. ↑  Ministère de l'Interieur – interieur.gouv.fr (französisch), abgerufen am 26. August 2017
2. ↑  Politiquemania (französisch), abgerufen am 26. August 2017
3. ↑  Website Conseil départemental de l'Hérault – Canton n°25: Sète (Memento des Originals vom 25. Juni 2017 im Internet Archive)  Info: Der Archivlink wurde automatisch eingesetzt und noch nicht geprüft. Bitte prüfe Original- und Archivlink gemäß Anleitung und entferne dann diesen Hinweis. (französisch), abgerufen am 26. August 2017